# Plavecký Mikuláš
Plavecký Mikuláš (in ungherese Detrekőszentmiklós, in tedesco Blasenstein-Sankt-Nikolaus) è un comune della Slovacchia facente parte del distretto di Malacky, nella regione di Bratislava.